# Эфенбах, Георгий Александрович
Георгий Александрович Эфенбах (20 сентября 1925, Москва, СССР — 9 февраля 1983, там же) — советский следователь, заслуженный юрист РСФСР, государственный советник юстиции 3-го класса.

## Биография
После окончания 7 классов средней школы в связи с началом Великой Отечественной войны пошёл работать на завод рабочим, в ноябре 1942 призван в Красную армию, служил командиром орудия и комсоргом артиллерийского дивизиона, участвовал в боях на 2-м и 3-м Украинских фронтах. Демобилизовавшись в 1946, экстерном сдал экзамены за 10 класс, окончил юридическую школу и ВЮЗИ.
С 1950 работал помощником прокурора Покровского района Владимирской области. В 1954 уволился из прокуратуры в связи с переездом в Москву и работал юрисконсультом на базе Министерства лесной промышленности РСФСР. В декабре 1957 вернулся в прокуратуру и работал следователем, старшим следователем прокуратуры Ленинградского района столицы, старшим следователем городской прокуратуры, следователем следственной части по особо важным делам Прокуратуры СССР, следователем по особо важным делам при генеральном прокуроре СССР. В конце 1970-х — начале 1980-х, во время расследования серии сопряжённых с изнасилованиями убийств в Смоленской области, с ним произошёл сердечный приступ. Спустя непродолжительное время скончался после инсульта от перегрузок на работе.

## Награды
Награждён орденом «Красной Звезды», медалями: «За оборону Москвы», «За взятие Вены», «За освобождение Праги», «За Победу над Германией в Великой Отечественной войне 1941-1945гг.».
В 1977г. - присвоен классный чин  - государственный советник юстиции 3 класса.
В 1982г. - присвоено почетное звание «Заслуженный юрист РСФСР».

## Память
```
Память о Г.А. Эфенбахе увековечена в Следственном комитете Российской Федерации. В Зале истории предварительного следствия в России создана посвященная Г.А. Эфенбаху экспозиция, где хранятся его личные вещи. 
```

Портрет Г.А. Эфенбаха, наряду с портретами Г. П. Каракозова, В.В. Найденова, Ю.А. Зверева, С.М. Громова, Ю.Д. Любимова, А. Х. Кежояна и других выдающихся следственных работников прокуратуры Союза ССР на рубеже XX-XXI вв., размещен в галерее портретов.
Биографические сведения и портрет Г.А. Эфенбаха размещены в комплекте агитационных плакатов "Легенды следствия", размещенном в следственных органах Следственного комитета.